# ريتشارد ديكس
ريتشارد ديكس (بالإنجليزية: Richard Dix)‏ مواليد 18 يوليو 1893 في سانت بول، الولايات المتحدة - الوفاة 20 سبتمبر 1949 في لوس أنجلوس، هو ممثل أمريكي بدأ مسيرته الفنية سنة 1914.

## الأعمال
- أرواح للبيع
- الوصايا العشر
- سيمارون

## روابط خارجية
- ريتشارد ديكس على موقع IMDb (الإنجليزية)
- ريتشارد ديكس على موقع روتن توميتوز (الإنجليزية)
- ريتشارد ديكس على موقع ألو سيني (الفرنسية)
- ريتشارد ديكس على موقع أول موفي (الإنجليزية)
- ريتشارد ديكس على موقع قاعدة بيانات برودواي على الإنترنت (الإنجليزية)
- ريتشارد ديكس على موقع قاعدة بيانات الأفلام السويدية (السويدية)
- ريتشارد ديكس على موقع إن إن دي بي (الإنجليزية)
- ريتشارد ديكس على موقع قاعدة بيانات الفيلم (الإنجليزية)
- ريتشارد ديكس على موقع كينوبويسك (الروسية)